# زر الإعجاب

زر الإعجاب (بالإنجليزية: Like)‏ و(بالفرنسية: J'aime)‏ هو نظام متبع على مواقع التواصل الاجتماعي يسمح لمستخدمي المواقع بالتعبير عن إعجابهم بالمحتويات التي يصادفونها داخل المواقع (منشورات، صور، تعليقات، راديو، صفحات... إلخ)